# Lieutenant du roi

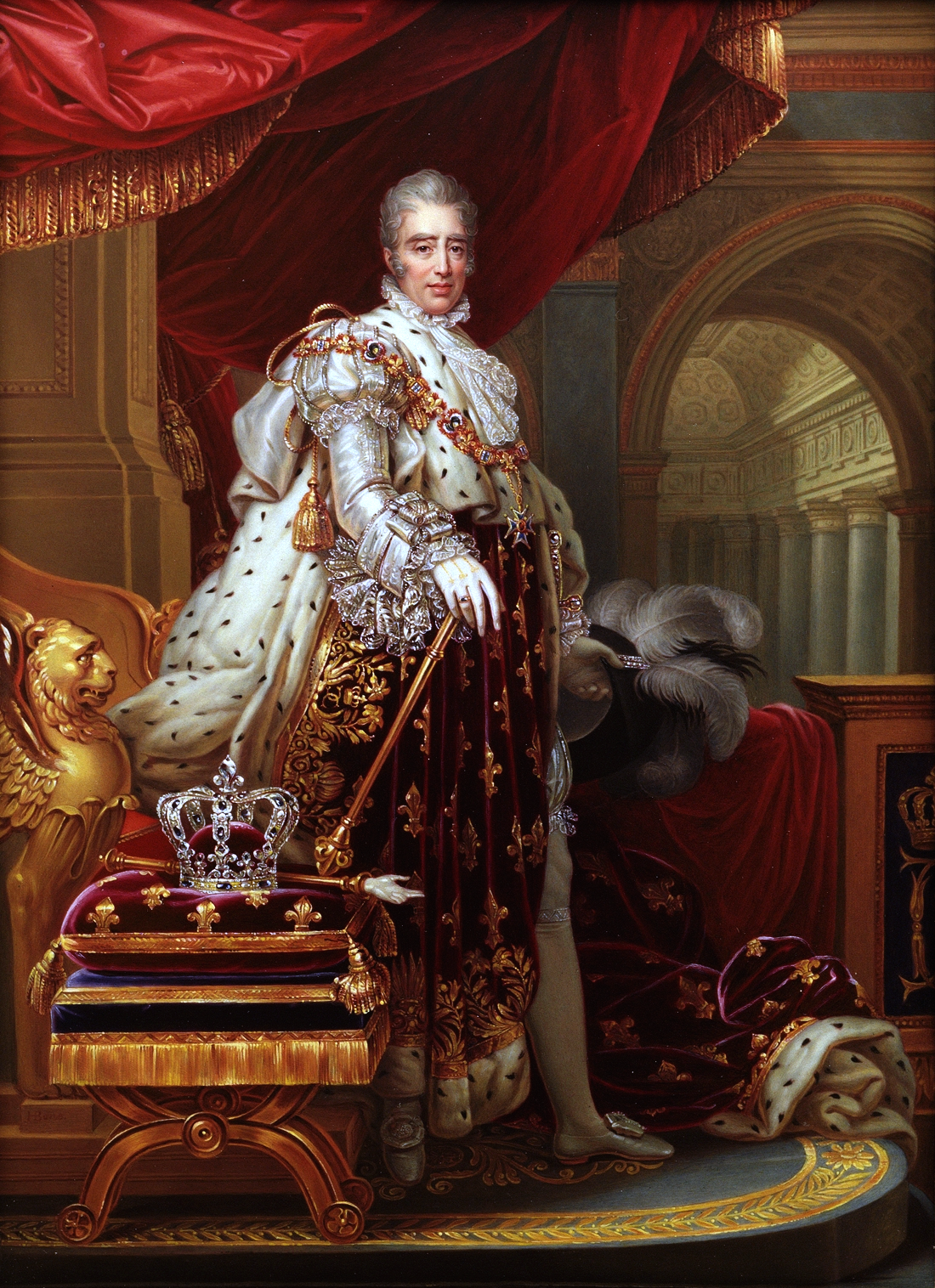
Charles X, qui a rempli la fonction de lieutenant de roi en 1814 lorsqu’il n’était pas encore roi de France mais comte d’Artois.

Le lieutenant du roi est un représentant d'un monarque à l'échelon local sous l'autorité des gouverneurs et des lieutenants généraux.

## France
Au Moyen Âge, certaines charges portant ce nom ont pu exister, notamment lorsque Charles V, alors roi de France, nomme son frère Philippe II Le Hardi comme lieutenant du duché de Bourgogne au XIVe siècle ; c'était une fonction très importante, et le titulaire ne tarda pas à échanger son apanage de Touraine contre la Bourgogne, dont il devint duc. Cette charge était inférieure à celles de gouverneur, sénéchal ou encore lieutenant général de province.
Dans la France de l'Ancien Régime, à partir de Louis XIV, le "lieutenant de roi" (et non lieutenant du roi) désigne le représentant du souverain dans une région ou dans une ville. Les lieutenants de roi étaient subordonnés aux gouverneurs et aux lieutenants généraux, véritables représentants du roi dans les gouvernements militaires. Le nombre de lieutenants de roi pouvait varier selon la taille de la province : il y en avait neuf en Languedoc, pour trois lieutenants généraux et un gouverneur.
La charge de lieutenant de roi apparut en 1692. Pour répondre aux difficultés du Trésor, le roi créa à cette date cent charges de lieutenant de roi dans les provinces, qu'il vendit au prix de 45 000 livres l'unité. Ces charges étaient héréditaires et donnaient droit à des gages de 2 000 livres par an. Malgré ces mesures, elles se vendirent assez mal ; certaines étaient encore vacantes dans les années 1700.
Ont été chargés de cette fonction :
- Charles le Sage (futur roi Charles V) de 1356 à 1358 pendant la captivité de son père Jean II en Angleterre ;
- le dauphin Charles (futur roi Charles VII), est nommé lieutenant général du royaume en 1417 à l'âge de 14 ans, pour suppléer son père le roi Charles VI devenu fou ;
- Charles de Melun, grand maître de France et qui remplit les fonctions de connétable de France, décapité sur la place du Marché du Petit-Andely le 20 août 1468 ;
- Pierre II de Bourbon, nommé lieutenant général du royaume de France en 1494-1495, pendant l'absence de Charles VIII parti en Italie pour revendiquer son héritage sur Naples.
- le duc de Guise en 1558 et en 1560 ;
- le roi de Navarre Antoine de Bourbon en 1561;
- le duc d'Anjou (futur roi Henri III) en 1567 ;
- le duc de Mayenne en 1589 ;
- le cardinal-duc de Richelieu en 1629 ;
- le duc Artus de Roannez en 1651
- Joseph Bonaparte, lieutenant général de l'Empire en 1814 ;
- le comte d'Artois (futur roi Charles X) en 1814 ;
- le duc d'Orléans le 31 juillet 1830 qui assura la régence à compter du 2 août, avant d'être proclamé roi des Français sous le nom de Louis-Philippe Ier le 9 août suivant.

## Royaume-Uni
Au Royaume-Uni, le monarque nomme des représentants personnels. Ils avaient autrefois la charge de contrôler les levées de milice dans leur ressort, généralement un comté. Aujourd'hui cette fonction n'est plus qu'honorifique. Leur titre officiel est His/Her Majesty's Lieutenant for the County of... (« Lieutenant de Sa Majesté pour le comté de... »), mais comme la plupart des titulaires sont des lords, ils sont plus connus sous le titre de lord lieutenant.